# 草包蝸牛屬
草包蝸牛屬（學名：Elma）是肺螺類扭蜗牛科一個陸生蝸牛的腹足纲软体动物的属。

## 分類
過往本屬被歸到草包蝸牛亞科 （Enneinae Bourguignat, 1883）；但Páll-Gergely et al. (2015)卻根據其物種的內部解剖研究而將之分類到扭軸蝸牛亞科去。

## 分佈
草包蝸牛為台灣特有種:155；而長草包蝸牛除分佈於台灣，也分佈於中國大陸:154及越南北部。

## 物種
根據TaiBIF及Páll-Gergely (2015)，本屬物種如下：
- 長草包蝸牛 Elma oblongata Yen, 1939[4]:154：螺殼比較細長[4]:154。
- 草包蝸牛 Elma swinhoei (H. Adams, 1866)[4]:155[5][7]：模式種[1][2]，螺殼比較粗短[4]:155。
  - Elma swinhoei hotawana (Pilsbry & Hirase, 1905)[2]